# Castelo de Farnell
O Castelo de Farnell (em inglês:  Farnell Castle) é um castelo localizado em Farnell, Angus, Escócia.

## História
Foi a antiga habitação dos bispos de Brechin.
Encontra-se classificado na categoria "A" do "listed building" desde 11 de junho de 1971. Existe também um pombal possivelmente datado do século XVI e que se encontra classificado na categoria "B" do "listed building" desde a mesma data.